# グッチ
グッチ（Gucci）は、グッチオ・グッチ（Guccio Gucci, 1881年 - 1953年）が1921年に創業したイタリアの高級ファッションブランドおよび同ブランドを展開する企業である。バッグ・靴・サイフなどの皮革商品をはじめ、服、宝飾品、時計、香水などを幅広く手がけている。
ケリンググループの中核をなすブランドで、同系列にサン・ローラン、バレンシアガ、ボッテガ・ヴェネタ、セルジオ・ロッシ、ブシュロン、プーマなどのブランドがある。以前は「グッチ・グループ」として、これら系列各社を代表する存在であったが、1990年代に創業家のお家騒動と外資の買収に翻弄された経緯（後述）が関係し、フランスの流通大手企業であるPPRの保有会社となった。2011年にグループそのものがPPRグループの100%子会社化されたことで、系列会社を含めて「PPRラグジュアリー・グループ」所属、また2013年の社名変更により「ケリンググループ」の構成企業となった。
ブランドの元祖と呼ばれ、世界で初めて、品質保証のためにデザイナーの名前を商品に入れたことでも知られる。

## 歴史

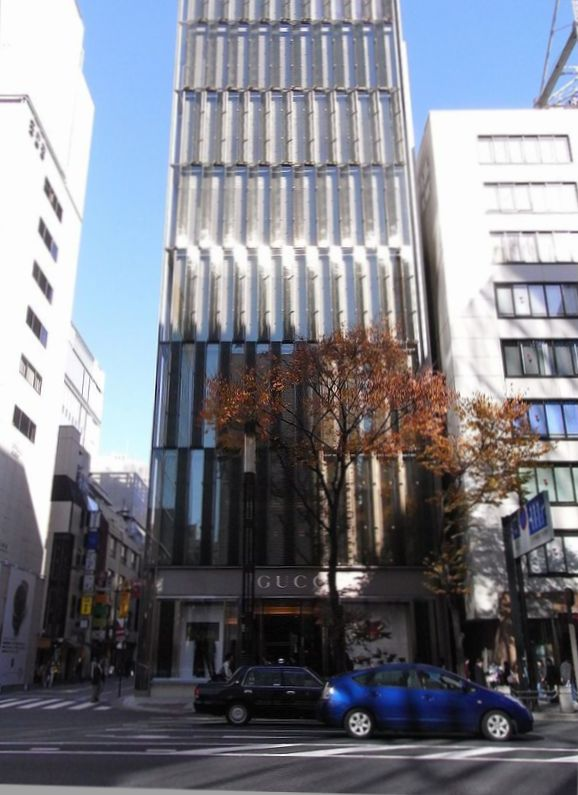
銀座 グッチ（2008年11月30日撮影）

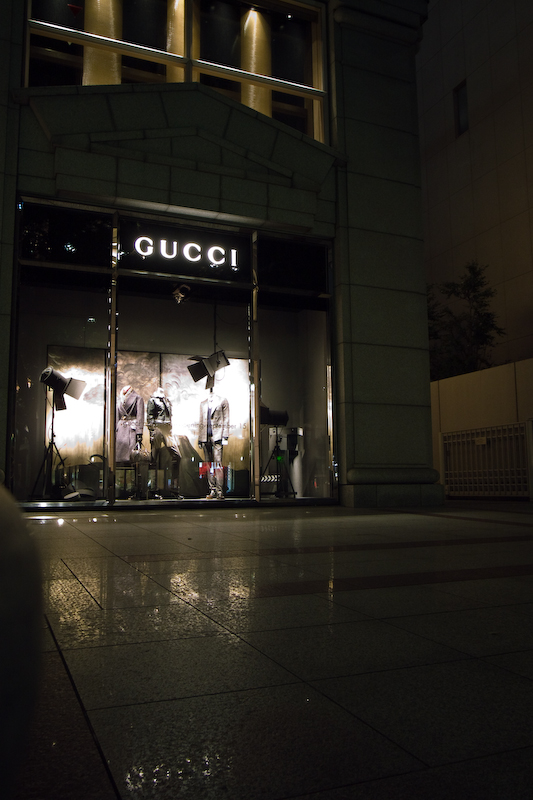
グッチ店舗

### 創業者グッチオ・グッチ
1881年、グッチオ・グッチはフィレンツェで生まれた。その後ロンドンに移り、イギリス貴族の洗練された感性に刺激を受ける。1901年にフィレンツェへ帰り、第一次世界大戦後の1921年に起業する。以後、数年間で成功を収め、乗馬をモチーフとした皮革製品が人気となる。
イタリアも第二次世界大戦に参戦すると、皮革は統制品となり革が使えなくなってしまったが、代用品としてキャンバス地にコーティングを施して使うことにし、その配色が思わぬ人気を博した。同時期に代用品として竹素材も使用され、こちらもバンブーの名でアイコンとして認識されている。
1953年、グッチオの三男のアルド・グッチが、グッチオの反対を押し切る形でニューヨークに支店を出した。1953年夏、グッチオ・グッチは72年の生涯を閉じ、アルドが2代目社長に就任した。グッチオの五男ロドルフォ・グッチが共に経営に加わった。

### パトリツィアによるたくらみとグッチ一族の崩壊
アルドにはジョルジョ、パオロ、ロベルトという息子達が、ロドルフォにはマウリツィオという一人息子が居た（即ちジョルジョ、パオロ、ロベルト達とマウリツィオは従兄弟同士にあたる）　1970年代後半にマウリツィオに、トラック会社の娘のパトリツィア・レッジアーニ（Patrizia Reggiani）という女が接近し、誘惑した。マウリツィオの父親ロドルフォがいつか死ねば、ロドルフォの財産をマウリツィオが相続することを見込んで色仕掛けで近づいたと言われる。
ロドルフォはパトリツィアの考えを見抜いて結婚に猛反対したものの、パトリツィアは誘惑しつづけ、結局父親の反対を押し切って2人は結婚することになり、ロドルフォは一人息子を女に奪われた形になった。
やがてロドルフォが死去し、ロドルフォが持っていたグッチの株式がマウリツィオに相続されると、パトリツィアは夫にグッチを支配するようにそそのかし、それに乗ってマウリツィオは従兄弟にあたるパウロの所有する株式を買い取り、全株式の50%以上を所有し、恩人であったはずのアルドを経営の座から追放した。代わりに、あまり経営の才能があるとは言えないマウリツィオが代表権を持つようになった。さらにマウリツィオの下でライセンス品が蔓延り、ライターやスリッパ、タオルまで販売された。
2代目アルド・グッチの死去に伴い、マウリツィオはアルドの子たちに連衡策を働きかけ、結果的にグッチの株式を独占することになった。当初の野望を成し遂げた形になったパトリツィアは、グッチの女帝のように振る舞い始めた。例えば、デザインの才能もないのに、自分のオリジナルデザインのバッグを作らせたりした。しかし、パトリツィアがデザインしたバッグはほとんど売れず、パトリツィアの野望どおりには事が進まなくなりはじめた。
マウリツィオは妻パトリツィアが自分と結婚したのは自分への愛というより、財産やグッチそのものが目当てであったことにようやく気づき、パトリツィアに嫌気がさして別居、愛を求めて別の女性と暮らすようになった。また、経営の才があるとは言いがたいマウリツィオが経営した会社の売上は、1980年代後半から1990年代前半にかけて年々低下。やがてマウリツィオは中東資本にブランドを売ることになり、グッチ家は経営から締め出された。ただ、マウリツィオにはまだ多額の財産があった。

### 暗殺事件
離婚を求められ当初のたくらみ通りに行かなくなったパトリツィアは、マウリツィオに「罰を与える」として、1995年にマフィアを雇い暗殺を依頼した（事件発覚後押収されたパトリツィアの日記には「金で買えない犯罪は無い」と書かれていたという）。3月27日にマウリツィオはある朝オフィスに入るところで暗殺された。拳銃で後ろから撃たれ、さらに倒れたところを頭部に向かって撃たれ、死亡した。
パトリツィアはマウリツィオの暗殺実行のわずか数時間後には裁判所に行き、マウリツィオの住宅などの差し押さえの申請をしたという。そうしておいて、マウリツィオが愛した女性をその住宅から強引に退去させた。
事件は、暗殺犯が暗殺の報酬としてパトリツィアから受け取る金額（日本円にして7000万円相当）に関連して不満があったことが原因で発覚した。パトリツィアは逮捕され、1997年に行われた裁判で懲役29年の判決となった。パトリツィアのたくらみとグッチ一族の崩壊に関しては映画化が何度か構想されたものの、いずれも立ち消えになり実現には至っていなかったが、リドリー・スコットが監督を務める形で映画化が決定し、レディー・ガガ主演で2021年11月に『ハウス・オブ・グッチ』が公開（日本では2022年1月公開）された。

### PPR傘下及び苦戦
2004年にはフランスを本拠地とする大手流通企業ピノー・プランタン・ルドゥート（Pinault-Printemps-Redoute、PPR）の傘下となり、グッチ・グループの株式の10%程度がLVMHに取得された。この結果、グッチ・グループは、グッチ家の手を離れた。その後、2013年にPPRは組織改編によりケリングと改称、グッチの事業自体もケリングに引き継がれた。
アルドの孫であるグッチオ（ジョルジオ・グッチの息子）はその後、2008年にTOBEGを設立。また、パオロの次男は「ハウス・オブ・フローレンス」を開業し、原点に戻って新たな品質の発信を図るが、グッチ売却の際に交わされた「グッチ家のブランドであるという宣伝を一切してはならない」と言う契約（日本の著作権契約にも近い縛り）により、世界展開を阻まれている。また、一族のコジモ・グッチは、時計ブランド「COGU」を創立した。グッチ家の本家が本社金庫の鍵を現在も所有しており、その返還を求める裁判が係争中である。

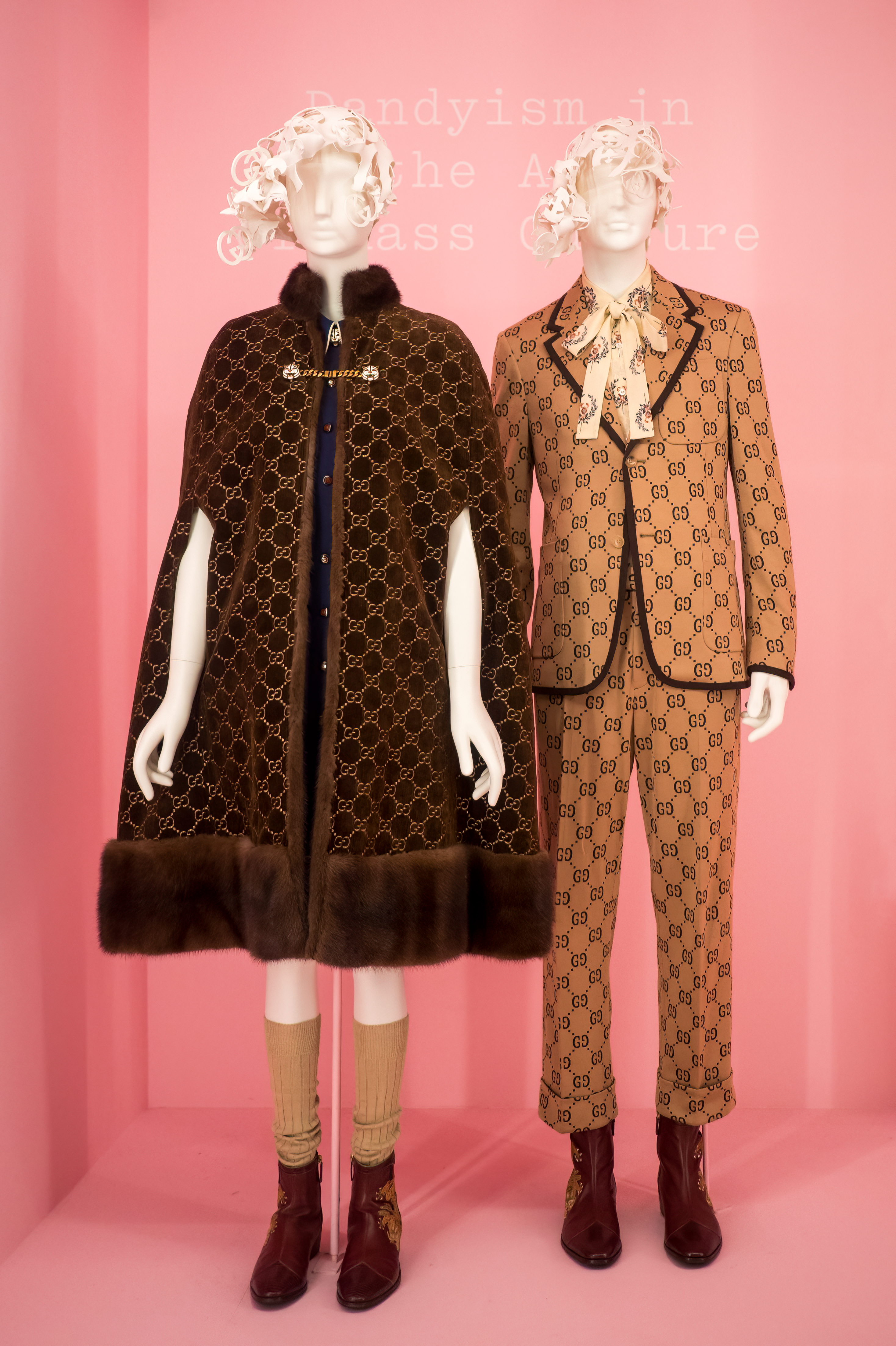
ニューヨークのメトロポリタン美術館で2019年の展覧会で出品されたアレッサンドロ・ミケーレがグッチのためにデザインしたアンサンブル2着

### ブランド再生
2014年末にマルコ・ビッザーリがグッチCEOに就任し、2015年にはアレッサンドロ・ミケーレがクリエイティブ・ディレクターに抜擢された。ミケーレはダブルGロゴやジャッキー・O・バッグの復刻など、ジェンダーレスなスタイルでブランド再生を成功させた。2016年以降は新本社「グッチ・ハブ」や研究施設「アートラボ」、ニューヨークでの書店やコールセンターの開設などブランドの拡張が進んだ。2022年にミケーレが退任し、2023年にサバト・デ・サルノが後任に就任、実用的でミニマルな新路線を打ち出したが、売上は低迷した。2025年にはデ・サルノが退任し、後任にバレンシアガのデムナ・ヴァザリアが就任、新たな再生期が始まっている。

## デザイナーの変遷
- 1989年 - ドーン・メローが社長兼クリエイティブ・ディレクター就任。
- 1990年 - トム・フォードがレディスウェアのデザイナーに就任。
- 1994年 - トム・フォードがクリエイティブ・ディレクターに就任。
- 2004年 - トム・フォードが辞任。レディスウェアのデザイナーにアレッサンドラ・ファキネッティ (Alessandra Facchinetti) が就任。メンズウェアのデザイナーに、ジョン・レイ (John Ray) が就任。
- 2005年 - レディスウェアのデザイナーにイタリア人であるフリーダ・ジャンニーニ (Frida Giannini) が就任。
- 2006年 - ジョン・レイが辞任。フリーダ・ジャンニーニがメンズウェアも手がけ始める。
- 2013年 - ケリング傘下となる。
- 2015年 - アレッサンドロ・ミケーレがクリエイティブ・ディレクターに就任。
- 2022年 - アレッサンドロ・ミケーレがクリエイティブ・ディレクターを辞任。

## 日本での展開
主要販売代理店はケリングジャパン子会社のグッチ・ジャパン。メガネ、香水など、一部商品についてはライセンスを保有する企業が販売・流通を担っている。
- メガネ、サングラス - ケリングアイウェアジャパン
- 香水 - ブルーベル・ジャパン
- 時計 - ラグジュアリー・タイムピーシズ・ジャパン（同系列の子会社）

広告などメディア関連の事業はケリングジャパン一括で博報堂グループと契約して行っている。

## コラボ製品
- ディズニー
- ドラえもん
- ばなにゃ
- ジョジョの奇妙な冒険
- ビバ！バレーボール
- 三匹の子ぶた
- ヒグチユウコ
- KAI
- ホットウィール

GUCCIの100周年を記念して、「GUCCI 100 コレクション」という商品が展開された際、キャデラック・セビルをベースに発売された。価格は22000円。
- Xbox
- NYヤンキース
- THE NORTH FACE
- COMME des GARÇONS
- BALENCIAGA
- adidas

## 差別問題
2019年2月、「balaclava knit top black」として販売されていた黒色のタートルネックセーターがブラックフェイスを思い起こさせるとしてSNSで批判の声が高まり、販売が中止された。口元まで延びる襟に大きな赤い唇がデザインされていた。

## リンク
- ビサッツァ